# クリス・ヘムズワース
クリストファー・ヘムズワース（Christopher Hemsworth AM, 1983年8月11日 - ）は、オーストラリアの俳優、映画プロデューサー。
オーストラリアのテレビ界最高峰であるロギー賞で人気新人俳優賞『Most Popular New Talent - Male』を受賞。人気俳優賞でも2年連続でノミネートされた。身長190 cm。オーストラリア勲章を受勲。

## 生い立ち
父親のクレイグは社会福祉事業の仕事に就き、母親レオニーは英語教師。両親ともにオーストラリア児童期財団に従事している。母方の祖父はオランダ人、祖母はアイルランド人。その他にイングランド系、スコットランド系、ドイツ系の血を引いている。クリストファーは3人兄弟の中間子として誕生した。メルボルンで生まれ育ち、後に家族と共にメルボルン南部のフィリップ島に引っ越した。

## キャリア

### 初期の活動
2004年にオーストラリアのテレビドラマ『Home and Away』のロビー・ハンター役のオーディションを受けて落選するも、同作品のキム・ハイド役に抜擢され、2007年まで出演する。
2005年、オーストラリアのテレビ界最高峰であるロギー賞で人気新人俳優賞『Most Popular New Talent - Male』を受賞。人気俳優賞でも2年連続でノミネートされた。

### ハリウッドデビュー：2009年 - 2014年
2009年、J・J・エイブラムス監督の映画『スター・トレック』で主人公ジェームズ・T・カークの父親のジョージ・カークを演じ、ハリウッドデビュー。

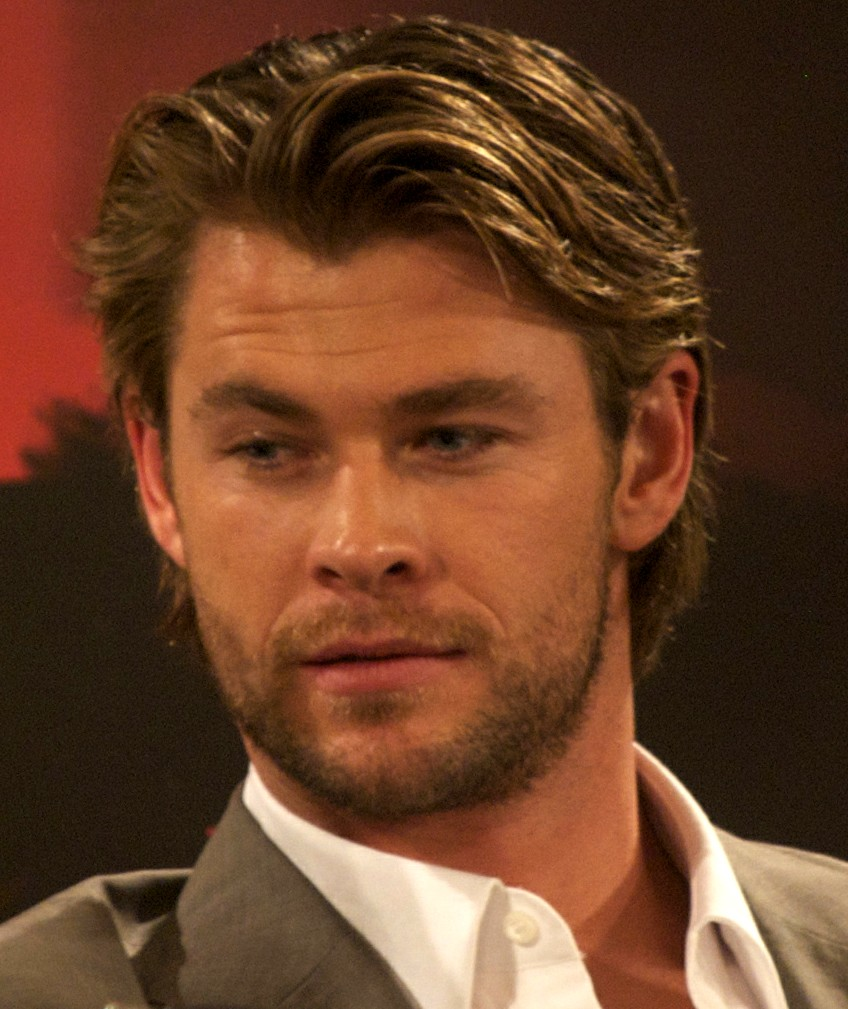
『マイティ・ソー』のロンドン・プレミアにて
(2011年4月11日)

2011年に公開されたマーベル・コミック原作の映画『マイティ・ソー』で主人公のソーを演じて、一躍世界的に知名度を上げた。また、2012年公開の『アベンジャーズ』、2013年公開の『マイティ・ソー/ダーク・ワールド』、2017年公開の『マイティ・ソー バトルロイヤル』など、以後8年間で『マイティ・ソー』シリーズ3作品と『アベンジャーズ』シリーズ4作品、合計7作品に同役で出演した。屈強な雷神ソーを演じるにあたり、監督から「出来るだけ体を大きくするように」という指示があり、ウエイトトレーニングで体重を10 kg増やし役作りに挑んだ。
2013年、ロン・ハワード監督の映画『ラッシュ/プライドと友情』では、往年のF1レーサーでプレイボーイとしても知られたジェームス・ハント役を演じた。レースカーに収まる体型にする必要があるとハワード監督に言われ、ソーを演じる際に求められた97.5 kgの体重を84 kgに絞り、4か月で13.5 kgの減量をした。
オーストラリアのプロスポーツリーグであるオーストラリアン・フットボール・リーグ（AFL）の2014年のキャンペーン「Everything's Possible」の顔に起用され、キャンペーンに関するクリスの出演料はオーストラリア児童期財団に全額寄付された。また2017年にも、AFLのコマーシャル「I'd Like to See That」に出演している。

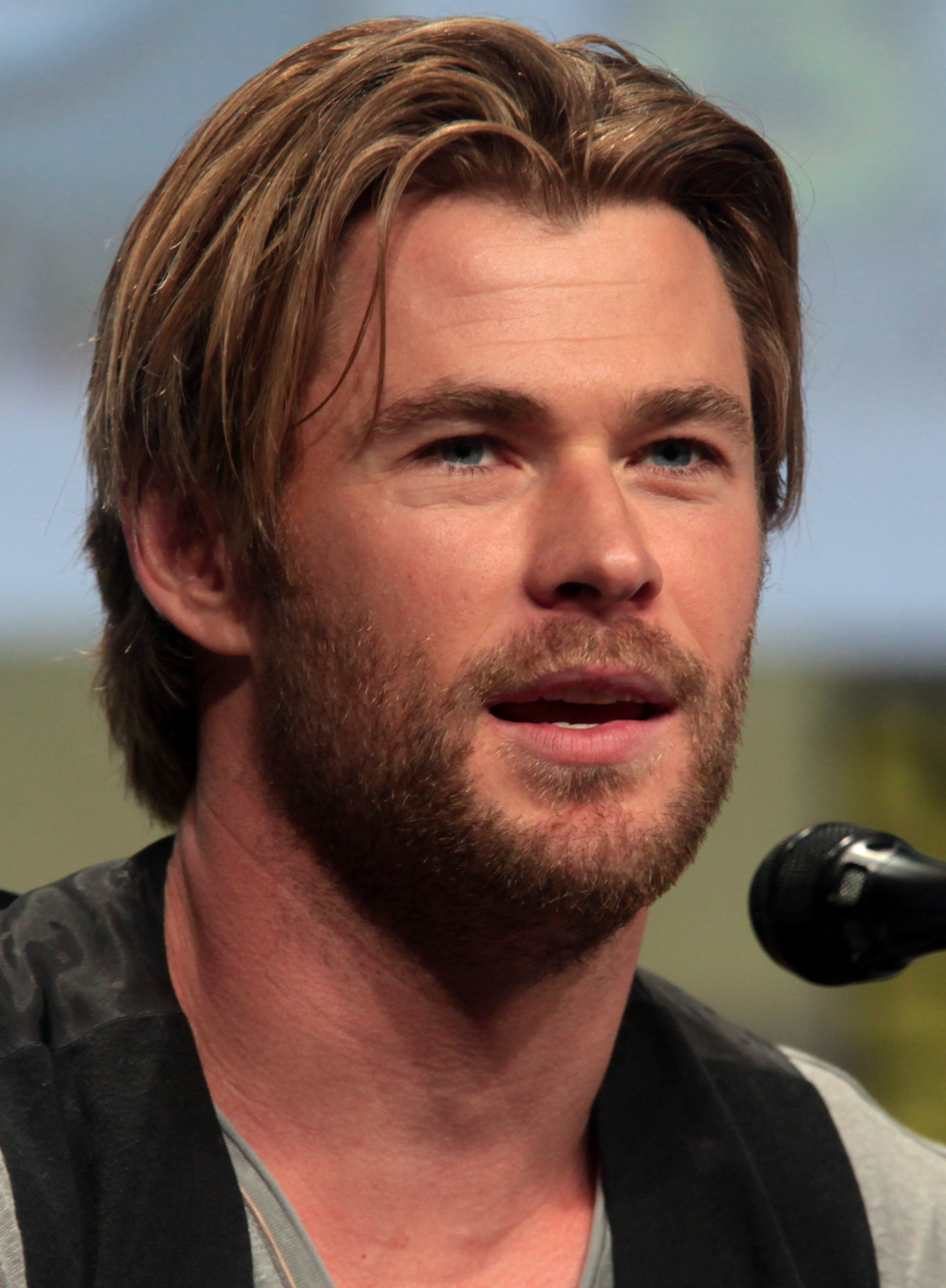
2014年のコミコンにて
(2014年7月26日)

2014年、『ピープル』誌が選ぶ「最もセクシーな男性」（Sexiest Man Alive）に選ばれた。

### 2015年 - 現在
2015年、スイスの高級時計ブランドTAG Heuer（タグ・ホイヤー）のアンバサダーに就任。
ロン・ハワード監督の映画『白鯨との闘い』に主演した。やせ衰えていく主人公を演じるため、一日の摂取カロリーを500〜700キロカロリーに抑えて再び20 kgの減量をした。すしやみそ汁など日本食がダイエットメニューだったという。
2016年、オーストラリア政府観光局よりグローバル大使に任命された。
映画『ゴーストバスターズ』では受付のケヴィンを演じた。ほとんどがクリスによるアドリブ演技である。

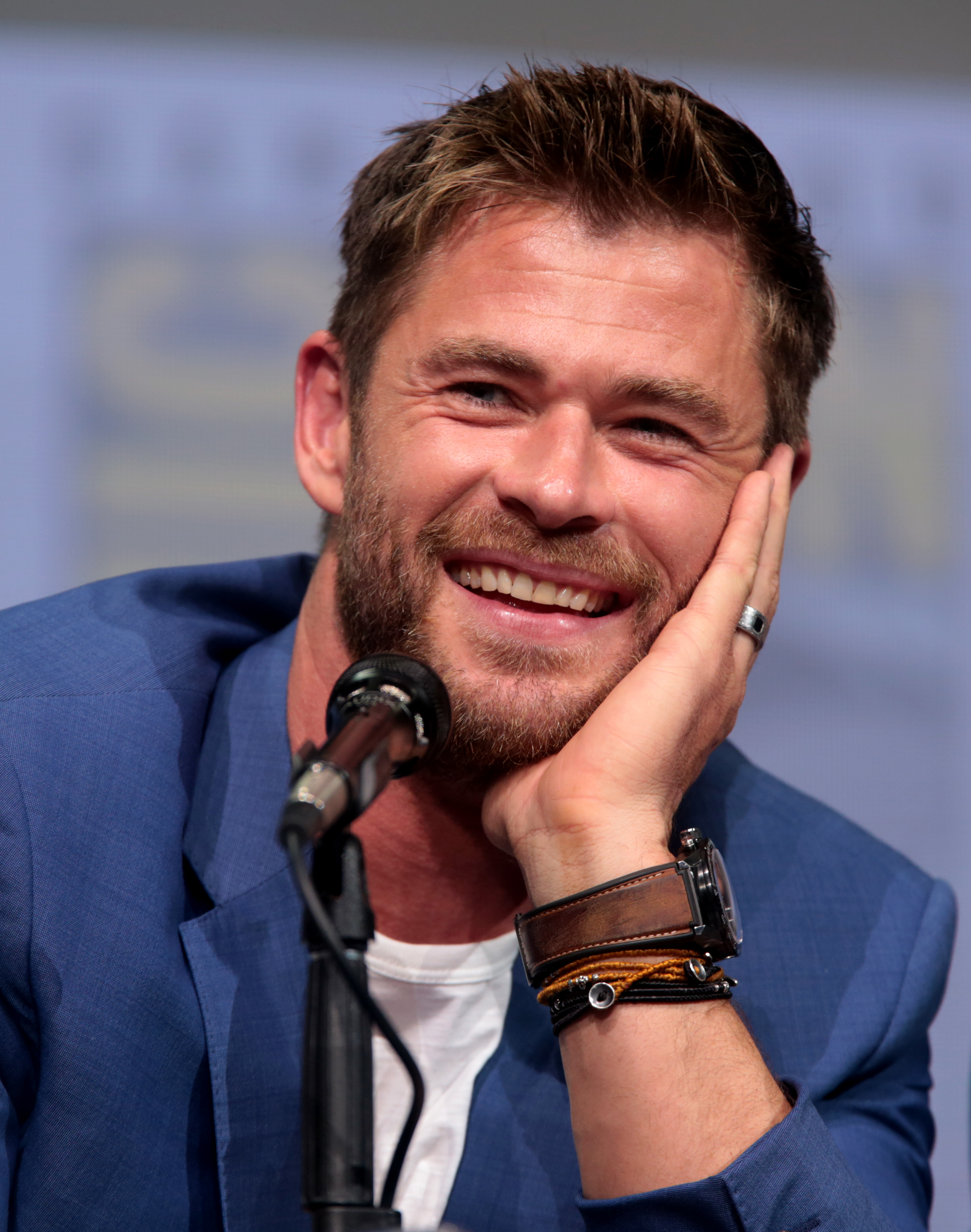
2017年のコミコンにて
（2017年7月22日）

2017年、ドイツの紳士服ブランドHUGO BOSS（ヒューゴ・ボス）の男性用フレグランス「Boss Bottled」の広告塔に起用された。
2018年2月、1986年の映画『クロコダイル・ダンディー』の続編予告に見せかけたオーストラリアの観光PRコマーシャルに、ヒュー・ジャックマン、マーゴット・ロビー、ラッセル・クロウ、弟のリアム・ヘムズワースなどと共に出演。アメリカ最大のスポーツイベントであるスーパーボウルの放映中に流され、CMは大きな反響を呼んだ。8月10日、パラマウント・ピクチャーズとの間で行われていた、ジョージ・カーク役としてのスタートレック「ケルヴィン・タイムライン」シリーズ第4作への出演交渉が決裂。
米経済誌『フォーブス』が発表した「2018年ハリウッドで最も稼いだ俳優」の4位にランクインする。
2019年、『アベンジャーズ/エンドゲーム』にソー役で出演。7作品のマーベルとの出演契約を満了した。
映画『メン・イン・ブラック:インターナショナル』で、MIBロンドン支部に所属するエージェントH役を演じた。ここまで活発に映画に出演してきたが、海外での撮影ロケで数か月家からいなくなることを娘のインディアがさみしがる年齢になったため、子供たちと過ごすための2019年内いっぱい約半年の休暇を取ることをインタビューで明かした。しかし、同年2月に撮影終了していたNetflix映画『タイラー・レイク -命の奪還-』の再撮影が10月に行われることが決まり、再び体を作り直してロケ地インドへ向かうこととなった。
2019年6月20日、「ハリウッド・ウォーク・オブ・フェーム」に名前が刻まれることが発表された。7月21日のサンディエゴ・コミコンにて、タイカ・ワイティティ、クリス・ヘムズワース、ナタリー・ポートマン、テッサ・トンプソンが登壇し、『マイティ・ソー』シリーズの4作目のタイトルが『Thor: Love and Thunder』であること、公開予定日が2021年11月5日であることが公式発表された。『ガーディアンズ・オブ・ギャラクシー:VOLUME 3』出演の噂も流れていたが、6月の時点では出演交渉もなく、ガーディアンズ3作目がいつ撮影されるのかも知らないとクリスは答えていた。
米経済紙『フォーブス』発表の「2019年最も稼いだ俳優」の2位にランクインした。
2019年11月22日から24日に開催された「東京コミコン2019」にゲストとして参加し、来日することが発表された。計12回の撮影会と計6回のサイン会の前売りチケットは即完売となり、追加された前売りも販売開始と同時に完売。開催中の23日と24日に当日券が追加販売され、即完売した。
2022年11月21日、『リミットレス with クリス・ヘムズワース』の中で受けた検査で、アルツハイマー病発症の危険が高い結果であり、予防に当たるつもりだとして、一時休業を発表した。
プロレスラーであるハルク・ホーガンの伝記映画がNetflixで製作予定。『ジョーカー』のトッド・フィリップスが監督を務め、ブラッドリー・クーパーなどが製作に携わる。主役抜擢はハルク・ホーガン本人からの指名によるもので、ホーガンは2013年のインタビューでもクリス・ヘムズワース主演での映画製作を希望すると発言していた。

## 人物
フェミニストであり、女性の平等に関してもたびたび話題にしている。
「繊細であると同時に猛烈、別世界の人のようで地に足がついている、ショッキングなほどハンサムでありながら驚くほど親しみやすい。よくいるタイプの男性でありながら今まで会ったどの男性とも違う。彼を一流の映画スターにしたのは肉体ではあるけど多芸多才な人です。」と共演者のスカーレット・ヨハンソンから評されている。また、クリスが自分自身の特徴として、「just a big kid（ただの大きな子ども）」「ridiculous（くだらない人）」と回答している。
ルーン文字で家族の名前の頭文字「CEITS」（クリス、エルサ、インディア、トリスタン、サーシャ）のタトゥーを刻んでいる。自らが演じたソーが北欧神話をベースにしていることにちなんだもので、クリスの右腕と妻エルサの左腕でお揃いになっている。
児童文学作家ドクター・スースの著作『きみの行く道』（Oh, the Places You'll Go!）の愛らしいイラストを左上腕に刻んでおり、人生に影響を与えた作品であることがうかがえる。
『スター・トレック』へ出演後、『ウルヴァリン:X-MEN ZERO』（2009）のガンビット役や『G.I.ジョー』（2009）の主人公デューク役などを含むオーディションに立て続けに落選して自信を喪失し、俳優をやめようと大きく葛藤していた時期があった。電話が鳴らなくなり、お金も底をつきかけ、「どうしてこんなことをしているのか？」と自問自答したが、「父の家のためにやろう。自分自身のことよりも他の人のために（俳優を続ける）理由を考えよう」と最後に受けた『キャビン』のオーディションで役を勝ち取ったことが『マイティ・ソー』へと繋がり、その後は順調にキャリアを重ねている。
両親の借金をこっそりと全額返済し、銀行口座を確認するよう父親へ電話を掛けたというエピソードを、弟のリアムが2015年に明かしている。
子供時代の弟のリアムとは喧嘩が絶えなかった。幼少の弟リアムは「666」（悪魔）と兄弟たちに呼ばれるほどで、本物のナイフで兄弟たちを刺そうしたことがある。ある時5歳のリアムがキッチンでクリスと喧嘩になり、年の離れたクリスに対抗するため武器にしようと手に取ったものがナイフだった。そのナイフをクリスの顔に向けて投げたが、柄の部分がおでこに当たった。幸いにも10歳を過ぎてから徐々に丸くなったとリアム本人が語っている。
ソーを演じる際の役作りには週6日の過酷なウエイトトレーニングを必要としたが、それ以上にプロテイン・鶏肉・ブロッコリーなどの決められたメニューを、毎日2〜3時間おきに無理をして食べ続けることが一番辛かったと語っている。特に増量期には一日に6,000キロカロリーを摂取。筋肉質で基礎代謝が高く運動量も激しいために、食べることを止めてしまうとあっという間に体重が７Kg落ちてしまったという。マーベル映画への出演を重ねるうち、体を大きくすることよりも絞られた健康的な体づくりを意識するようになり、現在は植物性たんぱく質中心の食事に切り替えたと語っている。
子煩悩なパパとして知られ、娘のために恐竜の形をした誕生日ケーキを手作りしたり、学校に足を運び子供たちのための給食ランチの準備を手伝うなどしている（オーストラリアでは親がボランティアで給食の手伝いをする）。
2019年末に発生したオーストラリアの大規模森林火災を受け、「家族と僕は1億円を寄付します。出来ればみんなも少し協力してくれたら嬉しいです。1円でも意味があります。僕のプロフィール欄に支援団体のURLをまとめました。」と、最前線で働く消防隊や被災者のための募金をSNSで呼びかけたほか、チャリティーイベント「Make It Rain」に参加した。
以前はSNSには乗り気ではない姿勢を示していたが、2015年3月にTwitter、2015年10月にインスタグラムのアカウントを開設。2024年7月の時点でインスタグラムのフォロワー数は5,931万人を超えている。

## 私生活
3人兄弟の真ん中で、兄はテレビドラマ『ウエストワールド』のアシュリー・スタッブス役のルーク・ヘムズワース、弟は映画『ハンガー・ゲーム』のゲイル・ホーソーン役などで知られるリアム・ヘムズワース。アメリカ合衆国の歌手マイリー・サイラスは元・義理の妹（弟リアムの元妻）にあたる。
アメリカ合衆国ロサンゼルスを拠点に活動していたが、常に6人のパパラッチに家族が追い回される生活を息苦しく感じ、2015年より母国オーストラリアの自然に囲まれた小さな港町バイロンベイに居住を構えている。
アメリカ合衆国の俳優であるマット・デイモンとはハリウッドで俳優を始めたころからの親友。自身は出演がないにもかかわらず、クリスが出演する映画のプレミアに家族同然出席するデイモン夫妻の姿や、デイモン一家がオーストラリアのバイロンベイを頻繁に訪れ、家族ぐるみで休暇を楽しむ姿が話題になっている。一時期デイモンがオーストラリアへ移住するとゴシップ記事が出たほどだが、実際はクリスの隣の家をレンタルしていただけであり、移住の計画はない。この友情によりデイモンの『マイティ・ソー バトルロイヤル』へのカメオ出演が実現した。
テレビドラマ『Home and Away』で共演した女優のイザベル・ルーカスと2005年から2008年まで交際していた。
2010年、同じマネージメント事務所に所属していた7歳年上のスペインの女優エルサ・パタキーと結婚したことを発表。2012年5月11日、エルサ・パタキーとの間に長女India Rose（インディア・ローズ）が誕生。2014年3月20日には双子の男児Tristan（トリスタン）とSasha（サーシャ）が誕生。

## 出演作品
※役名の太字表記は主演。

### 映画
| 年   | 題名                                                                  | 役名                                        | 備考                                                                                          | 吹替                                                  |
| ---- | --------------------------------------------------------------------- | ------------------------------------------- | --------------------------------------------------------------------------------------------- | ----------------------------------------------------- |
| 2009 | スター・トレック Star Trek                                            | ジョージ・カーク                            |                                                                                               | 松田健一郎                                            |
| 2009 | パーフェクト・ゲッタウェイ A Perfect Getaway                          | ケイル                                      | 志村知幸                                                                                      |                                                       |
| 2010 | クリス・ヘムズワース CA$H Ca$h                                        | サム・フェラン                              | 日本劇場未公開                                                                                | （吹き替え版なし）                                    |
| 2011 | マイティ・ソー Thor                                                   | ソー                                        | 英国アカデミー賞 ライジング・スター賞 ノミネート シネマコン・アワード 新人賞                  | 三宅健太                                              |
| 2012 | キャビン The Cabin in the Woods                                       | カート・ヴォーン                            |                                                                                               | 三宅健太                                              |
| 2012 | アベンジャーズ The Avengers                                           | ソー                                        | ピープルズ・チョイス・アワード アクション男優賞 ティーン・チョイス・アワード サマー映画男優賞 | 三宅健太                                              |
| 2012 | スノーホワイト Snow White and the Huntsman                            | エリック                                    |                                                                                               | 椎名桔平                                              |
| 2012 | レッド・ドーン Red Dawn                                               | ジェド・エッカート                          | 土田大                                                                                        |                                                       |
| 2013 | スター・トレック イントゥ・ダークネス Star Trek Into Darkness         | ジョージ・カーク                            | 声の出演                                                                                      |                                                       |
| 2013 | ラッシュ/プライドと友情 Rush                                          | ジェームス・ハント                          |                                                                                               | 堂本光一（劇場公開版） 東地宏樹（オンデマンド配信版） |
| 2013 | マイティ・ソー/ダーク・ワールド Thor: The Dark World                  | ソー                                        | Huading Awards（華鼎獎） 国際男優賞                                                           | 三宅健太                                              |
| 2015 | ブラックハット Blackhat                                               | ニコラス・ハサウェイ                        |                                                                                               | 三宅健太                                              |
| 2015 | アベンジャーズ/エイジ・オブ・ウルトロン Avengers: Age of Ultron       | ソー                                        | ピープルズ・チョイス・アワード アクション男優賞 ジュピター賞国際男優賞 ノミネート             | 三宅健太                                              |
| 2015 | お!バカんす家族 Vacation                                              | ストーン・クランドル                        |                                                                                               | 三宅健太                                              |
| 2015 | 白鯨との闘い In the Heart of the Sea                                  | オーウェン・チェイス                        | 日本では2016年1月公開                                                                         | 三宅健太                                              |
| 2016 | スノーホワイト/氷の王国 The Huntsman: Winter's War                    | エリック                                    | ティーン・チョイス・アワード 計4部門ノミネート ジュピター賞国際男優賞 ノミネート              | 杉田智和                                              |
| 2016 | ゴーストバスターズ Ghostbusters                                       | ケヴィン                                    | キッズ・チョイス・アワード 映画男優賞                                                         | 森川智之                                              |
| 2016 | ドクター・ストレンジ Doctor Strange                                   | ソー                                        | カメオ出演（クレジットなし）                                                                  | 三宅健太                                              |
| 2017 | マイティ・ソー バトルロイヤル Thor: Ragnarok                          | ソー                                        | ティーン・チョイス・アワードSF映画男優賞 放送映画批評家協会賞コメディ男優賞 ノミネート        | 三宅健太                                              |
| 2018 | ホース・ソルジャー 12 Strong                                          | ミッチ・ネルソン大尉                        |                                                                                               | 三宅健太                                              |
| 2018 | アベンジャーズ/インフィニティ・ウォー Avengers: Infinity War          | ソー                                        | ピープルズ・チョイス・アワード 計3部門ノミネート                                              | 三宅健太                                              |
| 2018 | アンディ・アイアンズ:神に愛された男 Andy Irons: Kissed By God         | N/A                                         | ドキュメンタリー映画 製作総指揮                                                               | N/A                                                   |
| 2018 | ホテル・エルロワイヤル Bad Times at the El Royale                     | ビリー・リー                                |                                                                                               | 森川智之                                              |
| 2019 | アベンジャーズ/エンドゲーム Avengers: Endgame                         | ソー                                        | 三宅健太                                                                                      |                                                       |
| 2019 | メン・イン・ブラック:インターナショナル Men in Black: International   | エージェントH                               | 杉田智和                                                                                      |                                                       |
| 2019 | ジェイ&サイレント・ボブ リブートを阻止せよ! Jay and Silent Bob Reboot | 本人役                                      | カメオ出演                                                                                    | 三宅健太                                              |
| 2022 | ソー:ラブ&サンダー Thor: Love and Thunder                             | ソー                                        | 兼製作総指揮                                                                                  | 三宅健太                                              |
| 2024 | マッドマックス:フュリオサ Furiosa                                     | ディメンタス                                |                                                                                               | 三宅健太                                              |
| 2024 | デッドプール&ウルヴァリン Deadpool & Wolverine                        | ソー                                        | カメオ出演（クレジットなし）                                                                  | (台詞なし)                                            |
| 2024 | トランスフォーマー/ONE Transformers One                               | オライオン・パックス / オプティマスプライム | 声の出演                                                                                      | 中村悠一                                              |
| 2025 | F1/エフワン F1                                                        | 観戦客                                      | カメオ出演                                                                                    | (台詞なし)                                            |
| 2026 | アベンジャーズ/ドゥームズデイ Avengers: Doomsday                      | ソー                                        |                                                                                               | TBA                                                   |
| TBA  | Project X                                                             | TBA                                         | ポストプロダクション                                                                          | TBA                                                   |
| TBA  | Down Under Cover                                                      | TBA                                         | 兼製作                                                                                        | TBA                                                   |
| TBA  | The Corsair Code                                                      | TBA                                         | 兼製作                                                                                        | TBA                                                   |
| TBA  | Stunnuts: The Movie                                                   | 本人役                                      |                                                                                               | TBA                                                   |
| TBA  | Subversion                                                            | TBA                                         |                                                                                               | TBA                                                   |

#### WEB配信映画
| 年   | 題名                                      | 役名                     | 配信局  | 備考                    | 吹替     |
| ---- | ----------------------------------------- | ------------------------ | ------- | ----------------------- | -------- |
| 2020 | タイラー・レイク -命の奪還- Extraction    | タイラー・レイク         | Netflix | 兼製作                  | 三宅健太 |
| 2022 | INTERCEPTOR/インターセプター Interceptor  | セールスマン             | Netflix | カメオ出演 兼製作総指揮 | 三宅健太 |
| 2022 | スパイダーヘッド Escape from Spiderhead   | スティーヴ・アブネスティ | Netflix | 兼製作                  | 三宅健太 |
| 2023 | タイラー・レイク -命の奪還-2 Extraction 2 | タイラー・レイク         | Netflix | 兼製作                  | 三宅健太 |
| TBA  | Extraction 3                              | タイラー・レイク         | Netflix | 兼製作                  |          |

### テレビシリーズ
| 年        | 題名                                                                  | 役名         | 備考                                                                     | 吹き替え           |
| --------- | --------------------------------------------------------------------- | ------------ | ------------------------------------------------------------------------ | ------------------ |
| 2002      | Guinevere Jones                                                       | アーサー王   | 計3話出演                                                                | N/A                |
| 2004-2007 | Home and Away                                                         | キム・ハイド | 計189話出演                                                              | N/A                |
| 2015      | サタデー・ナイト・ライブ Saturday Night Live                          | 本人         | 「Chris Hemsworth/Zac Brown Band」 「Chris Hemsworth/Chance The Rapper」 | （吹き替え版なし） |
| 2021      | ロキ Loki                                                             | ソロッグ     | Disney+オリジナル作品 声の出演 エピソード #5                             |                    |
| 2021-     | ホワット・イフ...? What If...?                                        | ソー         | Disney+オリジナル作品 計5話声の出演                                      | 三宅健太           |
| 2022-     | リミットレス with クリス・ヘムズワース Limitless with Chris Hemsworth | 本人         | ナショナル・ジオグラフィック                                             | （吹き替え版なし） |

### コンピュータゲーム
| 発売年 | 題名                                             | 役名             | 備考     |
| ------ | ------------------------------------------------ | ---------------- | -------- |
| 2011   | ソー:ゴッド・オブ・サンダー Thor: God of Thunder | ソー             | 声の出演 |
| 2015   | LEGO ディメンションズ Lego Dimensions            | ケビン・ベッカム | 声の出演 |
| 2016   | ゴーストバスターズ Ghostbusters                  | ケビン・ベッカム | 声の出演 |

## 日本語吹き替え
『マイティ・ソー』以降、大半の作品で三宅健太が専属として声を担当している。
他にも松田健一郎、杉田智和、森川智之などが担当している。